# هوس (مجموعه تلویزیونی)
هوس نام یک مجموعه تلویزیونی است که در سال ۱۳۵۵ و به کارگردانی هوشنگ پاکروان ساخته شد و از تلویزیون ملی ایران پخش گردید.

## خلاصه داستان
مهندسی جوان به دختری دل می‌بندد و تصمیم به ازدواج با او می‌گیرد، ولی پدر دختر هربار مانعی سر راه این وصلت می‌تراشد.

## بازیگران و عوامل تولید

### بازیگران
- داوود رشیدی
- نوری کسرایی
- مهری ودادیان
- جهانگیر فروهر
- داریوش ایران‌نژاد

### عوامل تولید
- کارگردان: هوشنگ پاکروان
- نویسنده: هوشنگ پاکروان
- فیلمبردار: نریمان پیرام
- تدوین: واروژ کاراپتیان
- فرمت: ۱۶ میلیمتری
- محصول: تلویزیون ملی ایران
- سال تولید: ۱۳۵۵